# Llista de topònims d'Aiguafreda
Llista de topònims (noms propis de lloc) del municipi d'Aiguafreda, a Osona
Informació actualitzada per un bot. Els canvis manuals es perdran quan s'actualitzi!

## arbre singular
| imatge | Nom                             | Ubicat a   | instància de   | Detalls      | coordenades                                                                    | Protecció | Commons (més fotos) | Dades a WD                    |
| ------ | ------------------------------- | ---------- | -------------- | ------------ | ------------------------------------------------------------------------------ | --------- | ------------------- | ----------------------------- |
|        | alzina de Cruïlles              | Aiguafreda | arbre singular | 19th century | 41° 46′ 49″ N, 2° 15′ 20″ E / 41.78031°N,2.25561°E ca:Castell de Cruïlles      |           |                     | Modifica les dades a Wikidata |
|        | alzina del passeig de Catalunya | Aiguafreda | arbre singular | 20th century | 41° 46′ 06″ N, 2° 15′ 06″ E / 41.76847°N,2.25179°E ca:Passeig de Catalunya, 63 |           |                     | Modifica les dades a Wikidata |
|        | alzines de la Llobeta           | Aiguafreda | arbre singular | 19th century | 41° 46′ 38″ N, 2° 14′ 58″ E / 41.77709°N,2.24943°E ca:La Llobeta               |           |                     | Modifica les dades a Wikidata |
|        | alzines del Casal Sant Jordi    | Aiguafreda | arbre singular | 20th century | 41° 46′ 02″ N, 2° 15′ 07″ E / 41.76734°N,2.25181°E ca:Ctra. De Ribes, 14       |           |                     | Modifica les dades a Wikidata |
|        | roure de Cruïlles               | Aiguafreda | arbre singular | 19th century | 41° 46′ 48″ N, 2° 15′ 21″ E / 41.78012°N,2.25583°E ca:Cruïlles                 |           |                     | Modifica les dades a Wikidata |

## barraca de vinya
| imatge | Nom                                 | Ubicat a   | instància de     | Detalls       | coordenades                                                                | Protecció | Commons (més fotos)                 | Dades a WD                    |
| ------ | ----------------------------------- | ---------- | ---------------- | ------------- | -------------------------------------------------------------------------- | --------- | ----------------------------------- | ----------------------------- |
|        | barraca d'en Tano                   | Aiguafreda | barraca de vinya |               | 41° 46′ 12″ N, 2° 15′ 26″ E / 41.77011°N,2.2572°E ca:Sector del Molí       |           | Barraca d'en Tano                   | Modifica les dades a Wikidata |
|        | barraca de Sant Miquel de Canyelles | Aiguafreda | barraca de vinya |               | 41° 47′ 09″ N, 2° 17′ 06″ E / 41.78595°N,2.28495°E ca:Serra de l'Arca      |           | Barraca de Sant Miquel de Canyelles | Modifica les dades a Wikidata |
|        | barraca de l'Aragall                | Aiguafreda | barraca de vinya | Estat: malmès | 41° 46′ 12″ N, 2° 15′ 47″ E / 41.76988°N,2.26297°E ca:Sender GR-2          |           | Barraca de l'Aragall                | Modifica les dades a Wikidata |
|        | barraca de la Casa Nova del Bruguer | Aiguafreda | barraca de vinya |               | 41° 47′ 54″ N, 2° 16′ 05″ E / 41.79827°N,2.26809°E ca:Casanova del Bruguer |           |                                     | Modifica les dades a Wikidata |
|        | barraca de la Soleia del Saní       | Aiguafreda | barraca de vinya |               | 41° 47′ 19″ N, 2° 17′ 15″ E / 41.78871°N,2.28758°E ca:Serra de l'Arca      |           |                                     | Modifica les dades a Wikidata |
|        | barraca de les Sureres              | Aiguafreda | barraca de vinya | Estat: malmès | 41° 47′ 00″ N, 2° 16′ 44″ E / 41.78338°N,2.27876°E ca:Serra de l'Arca      |           |                                     | Modifica les dades a Wikidata |
|        | barraca de les Sureres II           | Aiguafreda | barraca de vinya |               | 41° 47′ 02″ N, 2° 16′ 49″ E / 41.7838°N,2.28027°E ca:Serra de l'Arca       |           |                                     | Modifica les dades a Wikidata |

## bassa
| imatge | Nom                                    | Ubicat a   | instància de | Detalls       | coordenades                                                                                    | Protecció | Commons (més fotos) | Dades a WD                    |
| ------ | -------------------------------------- | ---------- | ------------ | ------------- | ---------------------------------------------------------------------------------------------- | --------- | ------------------- | ----------------------------- |
|        | Bassa i caseta del bagant de l'Aragall | Aiguafreda | bassa        | 1799          | 41° 46′ 27″ N, 2° 15′ 32″ E / 41.77405°N,2.25901°E ca:L'Aragall                                |           |                     | Modifica les dades a Wikidata |
|        | Basses de la Magisteria                | Aiguafreda | bassa        | Estat: malmès | 41° 46′ 44″ N, 2° 16′ 21″ E / 41.77884°N,2.27243°E ca:Camí de la Serra de l'Arca a Sant Miquel |           |                     | Modifica les dades a Wikidata |

## carrer
| imatge | Nom                       | Ubicat a   | instància de | Detalls                     | coordenades                                                          | Protecció                                  | Commons (més fotos)            | Dades a WD                    |
| ------ | ------------------------- | ---------- | ------------ | --------------------------- | -------------------------------------------------------------------- | ------------------------------------------ | ------------------------------ | ----------------------------- |
|        | Carrer Major d'Aiguafreda | Aiguafreda | carrer       | Estil: arquitectura popular | 41° 46′ 08″ N, 2° 14′ 57″ E / 41.7688°N,2.2491°E ca:C. Major         | bé integrant del patrimoni cultural català | Carrer Major (Aiguafreda)      | Modifica les dades a Wikidata |
|        | Carrer Sant Ramon         | Aiguafreda | carrer       | 20th century                | 41° 45′ 53″ N, 2° 15′ 10″ E / 41.76469°N,2.25286°E ca:C. Sant Ramon  |                                            |                                | Modifica les dades a Wikidata |
|        | carrer de la Mora         | Aiguafreda | carrer       | Estil: arquitectura popular | 41° 46′ 04″ N, 2° 15′ 03″ E / 41.7678°N,2.25093°E ca:C. de la Móra   | bé integrant del patrimoni cultural català | Carrer de la Mora (Aiguafreda) | Modifica les dades a Wikidata |
|        | carrer del Pont           | Aiguafreda | carrer       | Estil: arquitectura popular | 41° 46′ 01″ N, 2° 15′ 05″ E / 41.7669°N,2.25131°E ca:Carrer del Pont | bé integrant del patrimoni cultural català | Carrer del Pont (Aiguafreda)   | Modifica les dades a Wikidata |

## casa
| imatge | Nom                                                     | Ubicat a   | instància de             | Detalls                                                     | coordenades | Protecció                                  | Commons (més fotos)                                    | Dades a WD                    |
| ------ | ------------------------------------------------------- | ---------- | ------------------------ | ----------------------------------------------------------- | --- | ------------------------------------------ | ------------------------------------------------------ | ----------------------------- |
|        | Bella Vista                                             | Aiguafreda | casa                     | Estil: noucentisme 20th century                             | 41° 45′ 56″ N, 2° 15′ 11″ E / 41.7655°N,2.25313°E ca:Passeig de Catalunya, 27                                                                         | bé integrant del patrimoni cultural català | Bella Vista (Aiguafreda)                               | Modifica les dades a Wikidata |
|        | Ca l'Olesa                                              | Aiguafreda | casa                     |                                                             | 41° 46′ 11″ N, 2° 14′ 53″ E / 41.76973°N,2.24798°E ca:C. Major, 57                                                                                    |                                            |                                                        | Modifica les dades a Wikidata |
|        | Ca la Curta, Can Xescos i Can Tirola                    | Aiguafreda | casa                     | 19th century                                                | 41° 45′ 57″ N, 2° 15′ 14″ E / 41.76582°N,2.25399°E ca:C. Avencó, 1-3-5                                                                                |                                            |                                                        | Modifica les dades a Wikidata |
|        | Ca n'Estebanell                                         | Aiguafreda | casa                     | Estil: noucentisme Estat: enderrocat o destruït             | 41° 46′ 15″ N, 2° 14′ 51″ E / 41.7707°N,2.24751°E |                                            |                                                        | Modifica les dades a Wikidata |
|        | Cal Cabrer                                              | Aiguafreda | casa                     | 19th century                                                | 41° 46′ 47″ N, 2° 15′ 40″ E / 41.77984°N,2.26111°E ca:Les Pinedes                                                                                     |                                            |                                                        | Modifica les dades a Wikidata |
|        | Cal Sastre                                              | Aiguafreda | casa                     |                                                             | 41° 46′ 04″ N, 2° 15′ 02″ E / 41.76783°N,2.25066°E ca:Pl. Major, 13                                                                                   |                                            |                                                        | Modifica les dades a Wikidata |
|        | Can Barata                                              | Aiguafreda | casa                     | 20th century                                                | 41° 46′ 12″ N, 2° 15′ 06″ E / 41.77007°N,2.2517°E ca:C. Núria, 42                                                                                     |                                            |                                                        | Modifica les dades a Wikidata |
|        | Can Barraca                                             | Aiguafreda | casa                     |                                                             | 41° 46′ 06″ N, 2° 14′ 59″ E / 41.76832°N,2.24985°E ca:C. Major, 13                                                                                    |                                            |                                                        | Modifica les dades a Wikidata |
|        | Can Bertran                                             | Aiguafreda | casa                     | 20th century                                                | 41° 46′ 01″ N, 2° 15′ 06″ E / 41.76684°N,2.2517°E ca:Ctra. De Ribes, 17                                                                               |                                            |                                                        | Modifica les dades a Wikidata |
|        | Can Casals                                              | Aiguafreda | casa                     |                                                             | 41° 46′ 05″ N, 2° 15′ 01″ E / 41.76796°N,2.25027°E ca:Pl. Major, 17                                                                                   |                                            |                                                        | Modifica les dades a Wikidata |
|        | Can Figueras                                            | Aiguafreda | casa                     | Estil: noucentisme 20th century                             | 41° 46′ 09″ N, 2° 14′ 55″ E / 41.7692°N,2.24856°E ca:C. Major, 45                                                                                     | bé integrant del patrimoni cultural català | Can Figueras (Aiguafreda)                              | Modifica les dades a Wikidata |
|        | Can Fontdevila                                          | Aiguafreda | casa                     | Estil: noucentisme 20th century                             | 41° 45′ 55″ N, 2° 15′ 10″ E / 41.7654°N,2.25285°E ca:C. Sant Ramon, 1                                                                                 | bé integrant del patrimoni cultural català | Can Fontdevila (Aiguafreda)                            | Modifica les dades a Wikidata |
|        | Can Franquesa                                           | Aiguafreda | casa                     | Estil: noucentisme                                          | 41° 46′ 00″ N, 2° 15′ 05″ E / 41.7666°N,2.2515°E ca:Pont, 22                                                                                          | bé integrant del patrimoni cultural català | Can Franquesa (Aiguafreda)                             | Modifica les dades a Wikidata |
|        | Can Jan Pau                                             | Aiguafreda | casa                     |                                                             | 41° 46′ 06″ N, 2° 14′ 59″ E / 41.76847°N,2.24969°E ca:C. Major, 17                                                                                    |                                            |                                                        | Modifica les dades a Wikidata |
|        | Can Mestret                                             | Aiguafreda | casa                     | 19th century                                                | 41° 46′ 02″ N, 2° 15′ 03″ E / 41.767328°N,2.250922°E ca:Carrer del Pont, 12 400 msnm                                                                  |                                            | Can Mestret (Aiguafreda)                               | Modifica les dades a Wikidata |
|        | Can Mirabó                                              | Aiguafreda | casa                     | 19th century                                                | 41° 46′ 57″ N, 2° 15′ 39″ E / 41.78239°N,2.2608°E ca:Les Pinedes                                                                                      |                                            |                                                        | Modifica les dades a Wikidata |
|        | Can Mossèn Josep                                        | Aiguafreda | casa                     | 19th century                                                | 41° 46′ 05″ N, 2° 15′ 01″ E / 41.76806°N,2.25015°E ca:C. Major, 3                                                                                     |                                            |                                                        | Modifica les dades a Wikidata |
|        | Can Noi Teta                                            | Aiguafreda | casa                     |                                                             | 41° 46′ 14″ N, 2° 14′ 52″ E / 41.77048°N,2.2477°E ca:C. Major, 65                                                                                     |                                            |                                                        | Modifica les dades a Wikidata |
|        | Can Pastor                                              | Aiguafreda | casa                     | 18th century                                                | 41° 46′ 05″ N, 2° 15′ 01″ E / 41.76802°N,2.2502°E ca:C. Major, 1                                                                                      |                                            |                                                        | Modifica les dades a Wikidata |
|        | Can Perera                                              | Aiguafreda | casa                     |                                                             | 41° 46′ 03″ N, 2° 15′ 03″ E / 41.76747°N,2.25077°E ca:C. del Pont, 8                                                                                  |                                            |                                                        | Modifica les dades a Wikidata |
|        | Can Ponç                                                | Aiguafreda | casa                     | 20th century                                                | 41° 46′ 10″ N, 2° 14′ 54″ E / 41.76948°N,2.2484°E ca:C. Major, 51                                                                                     |                                            |                                                        | Modifica les dades a Wikidata |
|        | Can Puig                                                | Aiguafreda | casa                     |                                                             | 41° 46′ 00″ N, 2° 15′ 06″ E / 41.76653°N,2.2516°E ca:C. del Pont, 24                                                                                  |                                            |                                                        | Modifica les dades a Wikidata |
|        | Can Queló                                               | Aiguafreda | casa edifici residencial |                                                             | 41° 46′ 06″ N, 2° 15′ 00″ E / 41.76824°N,2.24993°E 41° 46′ 05″ N, 2° 14′ 59″ E / 41.76817321777344°N,2.249828100204468°E ca:C. Major, 11 ca:Major, 11 |                                            |                                                        | Modifica les dades a Wikidata |
|        | Can Ramon                                               | Aiguafreda | casa                     | 19th century                                                | 41° 46′ 05″ N, 2° 15′ 01″ E / 41.76816°N,2.25039°E ca:Pl. Major, 2                                                                                    |                                            |                                                        | Modifica les dades a Wikidata |
|        | Can Sandro                                              | Aiguafreda | casa                     |                                                             | 41° 46′ 11″ N, 2° 14′ 53″ E / 41.76967°N,2.24801°E ca:C. Major, 55                                                                                    |                                            |                                                        | Modifica les dades a Wikidata |
|        | Can Sobrevias                                           | Aiguafreda | casa                     | 20th century Estat: bon estat                               | 41° 45′ 51″ N, 2° 15′ 12″ E / 41.76403°N,2.25338°E ca:Passeig de Catalunya, 2                                                                         |                                            |                                                        | Modifica les dades a Wikidata |
|        | Can Suquet                                              | Aiguafreda | casa                     | 20th century                                                | 41° 46′ 12″ N, 2° 14′ 54″ E / 41.77007°N,2.24824°E ca:Ctra. De Ribes, 65                                                                              |                                            |                                                        | Modifica les dades a Wikidata |
|        | Can Tresserras                                          | Aiguafreda | casa                     | 20th century                                                | 41° 46′ 00″ N, 2° 15′ 11″ E / 41.76679°N,2.25303°E ca:Passeig de Catalunya, 18                                                                        |                                            |                                                        | Modifica les dades a Wikidata |
|        | Can Tropes                                              | Aiguafreda | casa                     | 19th century                                                | 41° 45′ 59″ N, 2° 15′ 07″ E / 41.76625°N,2.25188°E ca:C. del Pont, 36                                                                                 |                                            |                                                        | Modifica les dades a Wikidata |
|        | Can Xaus                                                | Aiguafreda | casa                     |                                                             | 41° 46′ 08″ N, 2° 14′ 56″ E / 41.76895°N,2.24886°E ca:C. Major, 35                                                                                    |                                            |                                                        | Modifica les dades a Wikidata |
|        | Can Xic                                                 | Aiguafreda | casa                     | 18th century                                                | 41° 46′ 05″ N, 2° 15′ 01″ E / 41.76798°N,2.25024°E ca:Pl. Major, 18                                                                                   |                                            |                                                        | Modifica les dades a Wikidata |
|        | Casa Martín                                             | Aiguafreda | casa                     |                                                             | 41° 46′ 23″ N, 2° 15′ 08″ E / 41.77303157256167°N,2.252114523233227°E                                                                                 | bé integrant del patrimoni cultural català |                                                        | Modifica les dades a Wikidata |
|        | Casa dels Coloms                                        | Aiguafreda | casa                     | 20th century                                                | 41° 46′ 04″ N, 2° 15′ 09″ E / 41.76787°N,2.25263°E ca:Passeig de Catalunya, 32                                                                        |                                            |                                                        | Modifica les dades a Wikidata |
|        | Casal Sant Jordi                                        | Aiguafreda | casa                     | Estil: noucentisme 20th century                             | 41° 46′ 02″ N, 2° 15′ 07″ E / 41.7671°N,2.25197°E ca:Ctra. de Barcelona                                                                               | bé integrant del patrimoni cultural català | Casal Sant Jordi (Aiguafreda)                          | Modifica les dades a Wikidata |
|        | Cases de la Llobeta                                     | Aiguafreda | casa                     | 19th century                                                | 41° 46′ 39″ N, 2° 14′ 58″ E / 41.77748°N,2.24934°E ca:C. de la Llobeta, 21                                                                            |                                            |                                                        | Modifica les dades a Wikidata |
|        | Hostal de la Polla                                      | Aiguafreda | casa                     | Estil: arquitectura popular 19th century                    | 41° 46′ 27″ N, 2° 14′ 51″ E / 41.7743°N,2.2474°E ca:Crtra. de Ribes, 120                                                                              | bé integrant del patrimoni cultural català | Hostal de la Polla                                     | Modifica les dades a Wikidata |
|        | Torre Viader                                            | Aiguafreda | casa                     | Estil: noucentisme 1922                                     | 41° 45′ 58″ N, 2° 15′ 07″ E / 41.7661°N,2.25192°E ca:Pont, 38                                                                                         | bé integrant del patrimoni cultural català | Torre Viader (Aiguafreda)                              | Modifica les dades a Wikidata |
|        | casa al carrer de Sant Ramon, 3                         | Aiguafreda | casa                     | 20th century Estat: malmès                                  | 41° 45′ 55″ N, 2° 15′ 10″ E / 41.76523°N,2.25288°E ca:C. Sant Ramon, 3                                                                                |                                            | Casa al carrer de Sant Ramon, 3 (Aiguafreda)           | Modifica les dades a Wikidata |
|        | casa de la carretera de Ribes, 53                       | Aiguafreda | casa                     | 20th century                                                | 41° 46′ 10″ N, 2° 14′ 57″ E / 41.76951°N,2.24905°E ca:Ctra. De Ribes, 53                                                                              |                                            |                                                        | Modifica les dades a Wikidata |
|        | casa de la carretera de Ribes, 55                       | Aiguafreda | casa                     | 20th century                                                | 41° 46′ 10″ N, 2° 14′ 56″ E / 41.76958°N,2.24893°E ca:Ctra. De Ribes, 55                                                                              |                                            |                                                        | Modifica les dades a Wikidata |
|        | casa de la carretera de Ribes, 59                       | Aiguafreda | casa                     | 20th century                                                | 41° 46′ 11″ N, 2° 14′ 56″ E / 41.76977°N,2.24877°E ca:Ctra. De Ribes, 59                                                                              |                                            |                                                        | Modifica les dades a Wikidata |
|        | casa del carrer del Pont, 26                            | Aiguafreda | casa                     | 20th century                                                | 41° 45′ 59″ N, 2° 15′ 06″ E / 41.76647°N,2.25165°E ca:C. del Pont, 26                                                                                 |                                            |                                                        | Modifica les dades a Wikidata |
|        | casa del carrer del Pont, 40                            | Aiguafreda | casa                     | 20th century                                                | 41° 45′ 58″ N, 2° 15′ 07″ E / 41.76599°N,2.25201°E ca:C. del Pont, 40                                                                                 |                                            |                                                        | Modifica les dades a Wikidata |
|        | casa del carrer del Pont, 5                             | Aiguafreda | casa                     | 1806                                                        | 41° 46′ 04″ N, 2° 15′ 03″ E / 41.76771°N,2.25072°E ca:C. del Pont, 5                                                                                  |                                            |                                                        | Modifica les dades a Wikidata |
|        | casa del passeig de Catalunya, 42                       | Aiguafreda | casa                     | 20th century                                                | 41° 46′ 08″ N, 2° 15′ 06″ E / 41.76897°N,2.25172°E ca:Passeig de Catalunya, 42                                                                        |                                            |                                                        | Modifica les dades a Wikidata |
|        | cases del carrer Major, 23-25                           | Aiguafreda | casa                     |                                                             | 41° 46′ 07″ N, 2° 14′ 58″ E / 41.76865°N,2.24935°E ca:C. Major, 23-25                                                                                 |                                            |                                                        | Modifica les dades a Wikidata |
|        | habitatge a la carretera de Barcelona, 19               | Aiguafreda | casa                     | Estil: arquitectura modernista Estat: enderrocat o destruït | 41° 46′ 01″ N, 2° 15′ 06″ E / 41.76692°N,2.25173°E ca:Carretera de Barcelona, 19                                                                      |                                            |                                                        | Modifica les dades a Wikidata |
|        | habitatge a la carretera de Barcelona, 21, d'Aiguafreda | Aiguafreda | casa                     | Estil: arquitectura eclèctica 1903                          | 41° 46′ 01″ N, 2° 15′ 06″ E / 41.767°N,2.25166°E ca:Ctra. De Ribes, 21                                                                                | bé integrant del patrimoni cultural català | Habitatge a la carretera de Barcelona, 21 (Aiguafreda) | Modifica les dades a Wikidata |
|        | habitatge a la carretera de Ribes, 44                   | Aiguafreda | casa                     | Estil: noucentisme 20th century                             | 41° 46′ 07″ N, 2° 15′ 02″ E / 41.7687°N,2.25058°E ca:Ctra. De Ribes, 44                                                                               | bé integrant del patrimoni cultural català | Habitatge a la carretera N-152, 44                     | Modifica les dades a Wikidata |
|        | habitatge al passeig de Catalunya, 46                   | Aiguafreda | casa                     | Estil: noucentisme 20th century                             | 41° 46′ 09″ N, 2° 15′ 05″ E / 41.7691°N,2.25151°E ca:Passeig de Catalunya, 46                                                                         | bé integrant del patrimoni cultural català | Habitatge al Passeig, 46 (Aiguafreda)                  | Modifica les dades a Wikidata |

## conjunt d'edificis
| imatge | Nom                                     | Ubicat a   | instància de                    | Detalls      | coordenades | Protecció | Commons (més fotos) | Dades a WD                    |
| ------ | --------------------------------------- | ---------- | ------------------------------- | ------------ | --- | --------- | ------------------- | ----------------------------- |
|        | Conjunt Monumental d'Aiguafreda de Dalt | Aiguafreda | conjunt d'edificis conjunt urbà |              | 41° 47′ 19″ N, 2° 15′ 27″ E / 41.78862°N,2.2575°E 41° 47′ 19″ N, 2° 15′ 27″ E / 41.7885627746582°N,2.2575299739837646°E ca:Aiguafreda de Dalt ca:Camí d'Aiguafreda de Dalt |           |                     | Modifica les dades a Wikidata |
|        | Torres de les Ferreres                  | Aiguafreda | conjunt d'edificis              | 20th century | 41° 45′ 59″ N, 2° 15′ 14″ E / 41.76634°N,2.25376°E ca:C. Núria, 1-3, Passeig de Catalunya, 12                                                                              |           |                     | Modifica les dades a Wikidata |

## convent
| imatge | Nom                                                          | Ubicat a   | instància de    | Detalls                             | coordenades                                                               | Protecció                                  | Commons (més fotos)                                          | Dades a WD                    |
| ------ | ------------------------------------------------------------ | ---------- | --------------- | ----------------------------------- | ------------------------------------------------------------------------- | ------------------------------------------ | ------------------------------------------------------------ | ----------------------------- |
|        | Convent de les Missioneres de la Sagrada Família de Natzaret | Aiguafreda | convent         | Estil: arquitectura eclèctica 1894  | 41° 46′ 07″ N, 2° 14′ 57″ E / 41.7687°N,2.24906°E ca:C. Major, 27         | bé integrant del patrimoni cultural català | Convent de les Missioneres de la Sagrada Família de Natzaret | Modifica les dades a Wikidata |
|        | convent de la Llobeta                                        | Aiguafreda | convent edifici | Estil: arquitectura modernista 1906 | 41° 46′ 41″ N, 2° 14′ 57″ E / 41.7781°N,2.24905°E ca:C. Abadessa Emma, 16 | bé integrant del patrimoni cultural català | Casa de les Missioneres de Natzaret                          | Modifica les dades a Wikidata |

## cova
| imatge | Nom                | Ubicat a   | instància de | Detalls          | coordenades                                                                      | Protecció | Commons (més fotos) | Dades a WD                    |
| ------ | ------------------ | ---------- | ------------ | ---------------- | -------------------------------------------------------------------------------- | --------- | ------------------- | ----------------------------- |
|        | Balma de Can Serra | Aiguafreda | cova         | Estat: bon estat | 41° 46′ 30″ N, 2° 16′ 06″ E / 41.7749°N,2.26835°E ca:Camí de Can Serra de l'Arca |           | Balma de Can Serra  | Modifica les dades a Wikidata |
|        | Balma de Gasuac    | Aiguafreda | cova         |                  | 41° 47′ 49″ N, 2° 15′ 59″ E / 41.797°N,2.26651°E ca:Sot Fosc                     |           |                     | Modifica les dades a Wikidata |
|        | cova de l'Infern   | Aiguafreda | cova         |                  | 41° 46′ 57″ N, 2° 15′ 17″ E / 41.78244°N,2.25481°E ca:Els Terressos              |           |                     | Modifica les dades a Wikidata |
|        | cova dels Moros    | Aiguafreda | cova         |                  | 41° 46′ 49″ N, 2° 15′ 29″ E / 41.78018°N,2.25801°E ca:Cruïlles                   |           |                     | Modifica les dades a Wikidata |

## creu de terme
| imatge | Nom                  | Ubicat a            | instància de  | Detalls      | coordenades | Protecció | Commons (més fotos) | Dades a WD                    |
| ------ | -------------------- | ------------------- | ------------- | ------------ | --- | --------- | ------------------- | ----------------------------- |
|        | creu de l'Aragall    | Aiguafreda          | creu de terme | 1994         | 41° 46′ 22″ N, 2° 15′ 26″ E / 41.77289°N,2.25726°E ca:Camí de l'Aragall                                                              |           |                     | Modifica les dades a Wikidata |
|        | creu de la Parròquia | el Brull Aiguafreda | creu de terme | 18th century | 41° 47′ 30″ N, 2° 16′ 54″ E / 41.79173°N,2.28166°E 41° 47′ 28″ N, 2° 16′ 51″ E / 41.79102°N,2.2808°E ca:Brull, el ca:Serra de l'Arca |           |                     | Modifica les dades a Wikidata |

## curs d'aigua
| imatge | Nom               | Ubicat a                                     | instància de                                               | Detalls                                                                      | coordenades                                                                                               | Protecció | Commons (més fotos) | Dades a WD                    |
| ------ | ----------------- | -------------------------------------------- | ---------------------------------------------------------- | ---------------------------------------------------------------------------- | --- | --------- | ------------------- | ----------------------------- |
|        | Congost           | província de Barcelona Osona Vallès Oriental | curs d'aigua àrea protegida Pla d'Espais d'Interès Natural | Travessa: Osona Vallès Oriental Desemboca: Besòs Llarg: 41km Conca: 358.4km² | 41° 32′ 47″ N, 2° 15′ 05″ E / 41.546525°N,2.251326°E 41° 50′ 34″ N, 2° 10′ 58″ E / 41.842662°N,2.182677°E |           | Congost River       | Modifica les dades a Wikidata |
|        | riera d'Avencó    | el Brull Aiguafreda Tagamanent               | curs d'aigua                                               | Desemboca: Congost Llarg: 13km Conca: 36.3km²                                | 41° 48′ 05″ N, 2° 20′ 49″ E / 41.801406°N,2.347025°E 41° 45′ 46″ N, 2° 15′ 06″ E / 41.762872°N,2.251771°E |           | Riera d'Avencó      | Modifica les dades a Wikidata |
|        | riera de Martinet | el Brull Seva Aiguafreda Centelles           | curs d'aigua                                               | Desemboca: Congost Llarg: 10km                                               | 41° 47′ 14″ N, 2° 15′ 05″ E / 41.78721°N,2.25152°E ca:Sector nord del terme municipal d'Aiguafreda        |           | Riera de Martinet   | Modifica les dades a Wikidata |

## dolmen
| imatge | Nom                           | Ubicat a   | instància de | Detalls | coordenades                                                   | Protecció | Commons (més fotos)           | Dades a WD                    |
| ------ | ----------------------------- | ---------- | ------------ | ------- | ------------------------------------------------------------- | --------- | ----------------------------- | ----------------------------- |
|        | Dòlmens de la Serra de l'Arca | Aiguafreda | dolmen       |         | 41° 46′ 50″ N, 2° 15′ 40″ E / 41.780671°N,2.261116°E 710 msnm |           | Dolmens in Aiguafreda         | Modifica les dades a Wikidata |
|        | dolmen de Can Serra de l’Arca | Aiguafreda | dolmen       |         | 41° 47′ 10″ N, 2° 16′ 19″ E / 41.785995°N,2.271976°E 818 msnm |           | Dolmen de Can Serra de l’Arca | Modifica les dades a Wikidata |

## edifici
| imatge | Nom                                     | Ubicat a   | instància de             | Detalls                         | coordenades | Protecció                                  | Commons (més fotos)            | Dades a WD                    |
| ------ | --------------------------------------- | ---------- | ------------------------ | ------------------------------- | --- | ------------------------------------------ | ------------------------------ | ----------------------------- |
|        | Cafè de Baix                            | Aiguafreda | edifici                  | 19th century                    | 41° 46′ 04″ N, 2° 15′ 02″ E / 41.76775°N,2.25049°E ca:C. del Pont, 14 |                                            |                                | Modifica les dades a Wikidata |
|        | Cafè de Dalt                            | Aiguafreda | edifici                  | 19th century                    | 41° 46′ 03″ N, 2° 15′ 03″ E / 41.76762°N,2.25079°E ca:C. del Pont, 7 |                                            |                                | Modifica les dades a Wikidata |
|        | Colònia Llobeta                         | Aiguafreda | edifici                  | Estil: arquitectura eclèctica   | 41° 46′ 39″ N, 2° 14′ 58″ E / 41.7774°N,2.24934°E ca:Carrer de la Llobeta 438 msnm                                                                                          | bé integrant del patrimoni cultural català | Colònia Llobeta                | Modifica les dades a Wikidata |
|        | Escoles públiques d'Aiguafreda          | Aiguafreda | edifici                  | Estil: noucentisme 20th century | 41° 46′ 06″ N, 2° 15′ 09″ E / 41.7682°N,2.25246°E ca:C. Salvador Dachs, 6                                                                                                   | bé integrant del patrimoni cultural català | Escoles públiques d'Aiguafreda | Modifica les dades a Wikidata |
|        | Fonda de Can Mingo                      | Aiguafreda | edifici                  | 20th century                    | 41° 46′ 06″ N, 2° 14′ 59″ E / 41.76838°N,2.24979°E ca:C. Major, 15 |                                            |                                | Modifica les dades a Wikidata |
|        | Fàbrica tèxtil del Sr. Badia            | Aiguafreda | edifici                  | 19th century                    | 41° 46′ 12″ N, 2° 14′ 52″ E / 41.77002°N,2.24781°E ca:C. Major, 59 |                                            |                                | Modifica les dades a Wikidata |
|        | Hostal de la Plaça                      | Aiguafreda | edifici                  |                                 | 41° 46′ 05″ N, 2° 15′ 01″ E / 41.76811°N,2.25031°E ca:Pl. Major, 1 |                                            |                                | Modifica les dades a Wikidata |
|        | Hostal dels Enamorats                   | Aiguafreda | edifici                  | 20th century                    | 41° 46′ 53″ N, 2° 14′ 50″ E / 41.78139°N,2.24722°E ca:C. Enamorats, 1 |                                            |                                | Modifica les dades a Wikidata |
|        | el Cine d'en Francès                    | Aiguafreda | edifici                  | 20th century                    | 41° 46′ 02″ N, 2° 15′ 10″ E / 41.76736°N,2.25285°E ca:Passeig de Catalunya, 24                                                                                              |                                            |                                | Modifica les dades a Wikidata |
|        | església de Sant Martí. Comunidor       | Aiguafreda | edifici edifici religiós | 18th century                    | 41° 47′ 18″ N, 2° 15′ 27″ E / 41.78842°N,2.25749°E 41° 47′ 18″ N, 2° 15′ 27″ E / 41.78841400146485°N,2.257560014724731°E ca:Aiguafreda de Dalt ca:Camí d'Aiguafreda de Dalt |                                            |                                | Modifica les dades a Wikidata |
|        | la Casa de les Alzines                  | Aiguafreda | edifici                  | 20th century                    | 41° 46′ 02″ N, 2° 15′ 14″ E / 41.76709°N,2.25393°E ca:C. Núria, 8 |                                            |                                | Modifica les dades a Wikidata |
|        | la Cooperativa 'la Favorecedora Obrera' | Aiguafreda | edifici                  | 1929                            | 41° 46′ 08″ N, 2° 15′ 00″ E / 41.76884°N,2.25008°E ca:Ctra. De Ribes, 35 / C. Cinto Verdaguer, 1                                                                            |                                            |                                | Modifica les dades a Wikidata |
|        | la Fundició d'en Serra                  | Aiguafreda | edifici                  | 20th century                    | 41° 46′ 10″ N, 2° 14′ 59″ E / 41.76932°N,2.24985°E ca:Passeig de Catalunya, 49                                                                                              |                                            |                                | Modifica les dades a Wikidata |
|        | la Torre Blanca                         | Aiguafreda | edifici                  | 20th century                    | 41° 46′ 04″ N, 2° 15′ 10″ E / 41.76775°N,2.25273°E ca:Passeig de Catalunya, 28                                                                                              |                                            |                                | Modifica les dades a Wikidata |
|        | la Torre Bonanova                       | Aiguafreda | edifici                  | 20th century                    | 41° 46′ 01″ N, 2° 15′ 11″ E / 41.76681°N,2.253°E ca:Passeig de Catalunya, 20                                                                                                |                                            |                                | Modifica les dades a Wikidata |

## edifici residencial
| imatge | Nom                                     | Ubicat a   | instància de              | Detalls                         | coordenades | Protecció | Commons (més fotos) | Dades a WD                    |
| ------ | --------------------------------------- | ---------- | ------------------------- | ------------------------------- | --- | --------- | ------------------- | ----------------------------- |
|        | Rectoria-masoveria d'Aiguafreda de Dalt | Aiguafreda | edifici residencial masia |                                 | 41° 47′ 19″ N, 2° 15′ 26″ E / 41.78858184814453°N,2.257354974746704°E 41° 47′ 19″ N, 2° 15′ 27″ E / 41.78854°N,2.2574°E ca:Camí d'Aiguafreda de Dalt ca:Aiguafreda de Dalt      |           |                     | Modifica les dades a Wikidata |
|        | cases del carrer Salvador Dachs, 3-5-7  | Aiguafreda | edifici residencial casa  | Estil: noucentisme 20th century | 41° 46′ 05″ N, 2° 15′ 07″ E / 41.768165588378906°N,2.2518372535705566°E 41° 46′ 05″ N, 2° 15′ 07″ E / 41.76814°N,2.25182°E ca:Salvador Dachs, 3-5-7 ca:C. Salvador Dachs, 3 a 7 |           |                     | Modifica les dades a Wikidata |

## element arquitectònic
| imatge | Nom                                | Ubicat a   | instància de          | Detalls | coordenades                                                                       | Protecció | Commons (més fotos) | Dades a WD                    |
| ------ | ---------------------------------- | ---------- | --------------------- | ------- | --------------------------------------------------------------------------------- | --------- | ------------------- | ----------------------------- |
|        | Portal de Can Cintet               | Aiguafreda | element arquitectònic | 1751    | 41° 46′ 08″ N, 2° 14′ 56″ E / 41.76893°N,2.24895°E ca:C. Major, 33                |           |                     | Modifica les dades a Wikidata |
|        | Refugi de Casanoves                | Aiguafreda | element arquitectònic |         | 41° 46′ 34″ N, 2° 15′ 31″ E / 41.77613°N,2.25874°E ca:Entre Casanoves i l'Aragall |           |                     | Modifica les dades a Wikidata |
|        | Refugi de la Casa Nova del Bruguer | Aiguafreda | element arquitectònic |         | 41° 48′ 00″ N, 2° 16′ 05″ E / 41.80004°N,2.26803°E ca:Els Plans                   |           |                     | Modifica les dades a Wikidata |
|        | Refugi de la Costa de Can Brull    | Aiguafreda | element arquitectònic |         | 41° 47′ 05″ N, 2° 16′ 22″ E / 41.78483°N,2.27284°E ca:Serra de l'Arca             |           |                     | Modifica les dades a Wikidata |
|        | capelleta de l'Esperança           | Aiguafreda | element arquitectònic |         | 41° 46′ 04″ N, 2° 15′ 02″ E / 41.76785°N,2.2506°E ca:Plaça Major, 13              |           |                     | Modifica les dades a Wikidata |
|        | forn de Collderamona               | Aiguafreda | element arquitectònic |         | 41° 47′ 15″ N, 2° 16′ 33″ E / 41.78751°N,2.27582°E ca:Camí d'Aiguafreda al Brull  |           |                     | Modifica les dades a Wikidata |

## església
| imatge | Nom                       | Ubicat a   | instància de     | Detalls                                                                           | coordenades                                                                            | Protecció                                  | Commons (més fotos)             | Dades a WD                    |
| ------ | ------------------------- | ---------- | ---------------- | --------------------------------------------------------------------------------- | -------------------------------------------------------------------------------------- | ------------------------------------------ | ------------------------------- | ----------------------------- |
|        | Sant Martí del Congost    | Aiguafreda | església         | Estil: arquitectura romànica                                                      | 41° 47′ 19″ N, 2° 15′ 27″ E / 41.78858°N,2.25752°E ca:Aiguafreda de Dalt               | bé cultural d'interès local                | Sant Martí d'Aiguafreda de Dalt | Modifica les dades a Wikidata |
|        | Sant Miquel de Canyelles  | Aiguafreda | església         | Estil: arquitectura romànica 12nd century                                         | 41° 47′ 12″ N, 2° 17′ 03″ E / 41.7867°N,2.28421°E ca:Amunt rieral de l'Avencó 595 msnm | bé cultural d'interès local                | Sant Miquel de Canyelles        | Modifica les dades a Wikidata |
|        | Sant Salvador de l'Avencó | Aiguafreda | església         | Estil: arquitectura romànica 12nd century                                         | 41° 45′ 58″ N, 2° 15′ 51″ E / 41.766147°N,2.264098°E ca:Avencó 417 msnm                | bé integrant del patrimoni cultural català | Sant Salvador de l'Avencó       | Modifica les dades a Wikidata |
|        | Sant Tomàs                | Aiguafreda | església capella | 18th century                                                                      | 41° 46′ 20″ N, 2° 15′ 30″ E / 41.7721442225902°N,2.2582599741942°E ca:L'Aragall        |                                            |                                 | Modifica les dades a Wikidata |
|        | Santa Maria (Aiguafreda)  | Aiguafreda | església         | Arquitecte: Joan Antoni Cendoya Martínez Estil: arquitectura moderna 20th century | 41° 46′ 06″ N, 2° 15′ 01″ E / 41.7683°N,2.25023°E ca:Pl. Major, 3                      | bé integrant del patrimoni cultural català | Santa Maria d'Aiguafreda        | Modifica les dades a Wikidata |
|        | capella de la Llobeta     | Aiguafreda | església         | Estil: arquitectura modernista 1904                                               | 41° 46′ 40″ N, 2° 15′ 02″ E / 41.7777°N,2.25054°E ca:Llobeta, 21                       | bé integrant del patrimoni cultural català | Capella de la Llobeta           | Modifica les dades a Wikidata |

## font
| imatge | Nom                                | Ubicat a   | instància de | Detalls                    | coordenades                                                                                | Protecció | Commons (més fotos) | Dades a WD                    |
| ------ | ---------------------------------- | ---------- | ------------ | -------------------------- | ------------------------------------------------------------------------------------------ | --------- | ------------------- | ----------------------------- |
|        | Font Fresca                        | Aiguafreda | font         | 20th century               | 41° 47′ 14″ N, 2° 15′ 27″ E / 41.78733°N,2.25751°E ca:Camí d'Aiguafreda de Dalt al Saüc    |           |                     | Modifica les dades a Wikidata |
|        | font de Ca la Curta                | Aiguafreda | font         | 20th century               | 41° 45′ 56″ N, 2° 15′ 14″ E / 41.76568°N,2.25375°E ca:C. Avencó                            |           |                     | Modifica les dades a Wikidata |
|        | font de l'Aragall                  | Aiguafreda | font         | 18th century               | 41° 46′ 28″ N, 2° 15′ 30″ E / 41.77457°N,2.25834°E ca:Torrent de l'Aragall                 |           |                     | Modifica les dades a Wikidata |
|        | font de la Casanova de Sant Miquel | Aiguafreda | font         | 19th century Estat: malmès | 41° 47′ 08″ N, 2° 17′ 05″ E / 41.78564°N,2.28474°E ca:Serra de l'Arca                      |           |                     | Modifica les dades a Wikidata |
|        | font de la Gallina                 | Aiguafreda | font         | 20th century               | 41° 47′ 31″ N, 2° 16′ 35″ E / 41.79207°N,2.27628°E ca:Torrent de la Font del Pollancre     |           |                     | Modifica les dades a Wikidata |
|        | font de la Granota                 | Aiguafreda | font         | 1913                       | 41° 46′ 32″ N, 2° 15′ 10″ E / 41.77567°N,2.2527°E ca:Torrent dels Balços                   |           |                     | Modifica les dades a Wikidata |
|        | font de la Llobeta                 | Aiguafreda | font         | 20th century               | 41° 46′ 39″ N, 2° 15′ 01″ E / 41.77739°N,2.25017°E ca:La Llobeta                           |           |                     | Modifica les dades a Wikidata |
|        | font de la Plaça                   | Aiguafreda | font         | 1871                       | 41° 46′ 05″ N, 2° 15′ 01″ E / 41.76808°N,2.25037°E ca:Plaça Major                          |           |                     | Modifica les dades a Wikidata |
|        | font de les Acàcies                | Aiguafreda | font         | 20th century               | 41° 46′ 38″ N, 2° 14′ 54″ E / 41.77711°N,2.24824°E ca:C. Abadessa Emma                     |           |                     | Modifica les dades a Wikidata |
|        | font del Casal Sant Jordi          | Aiguafreda | font         | 20th century               | 41° 46′ 02″ N, 2° 15′ 08″ E / 41.76721°N,2.25228°E ca:Casal Sant Jordi. Ctra. De Ribes, 14 |           |                     | Modifica les dades a Wikidata |
|        | font del Lleó                      | Aiguafreda | font         | 20th century               | 41° 46′ 36″ N, 2° 14′ 59″ E / 41.77671°N,2.2497°E ca:Torrent dels Balços                   |           |                     | Modifica les dades a Wikidata |
|        | font del Pontasco                  | Aiguafreda | font         | 20th century               | 41° 46′ 15″ N, 2° 14′ 53″ E / 41.77072°N,2.24799°E ca:Ctra. de Ribes                       |           |                     | Modifica les dades a Wikidata |
|        | font del Saní                      | Aiguafreda | font         |                            | 41° 47′ 26″ N, 2° 17′ 00″ E / 41.79045°N,2.28338°E ca:Serra de l'Arca                      |           |                     | Modifica les dades a Wikidata |
|        | font del Saüc                      | Aiguafreda | font         |                            | 41° 47′ 08″ N, 2° 15′ 21″ E / 41.78558°N,2.25579°E ca:Camí del Saüc                        |           |                     | Modifica les dades a Wikidata |
|        | font dels Avellaners               | Aiguafreda | font         | 18th century               | 41° 47′ 00″ N, 2° 15′ 08″ E / 41.78323°N,2.25231°E ca:Al sud del Saüc                      |           |                     | Modifica les dades a Wikidata |
|        | font dels Balços                   | Aiguafreda | font         |                            | 41° 46′ 38″ N, 2° 15′ 23″ E / 41.77721°N,2.25631°E ca:Cruïlles                             |           |                     | Modifica les dades a Wikidata |
|        | font dels Enamorats                | Aiguafreda | font         | 20th century               | 41° 46′ 54″ N, 2° 14′ 50″ E / 41.78179°N,2.24713°E ca:Ctra. D'Aiguafreda de Dalt           |           |                     | Modifica les dades a Wikidata |
|        | font i bassa de Casanoves          | Aiguafreda | font         | 18th century               | 41° 46′ 35″ N, 2° 15′ 33″ E / 41.77626°N,2.2591°E ca:Casanoves                             |           |                     | Modifica les dades a Wikidata |

## gorg
| imatge | Nom                        | Ubicat a   | instància de | Detalls          | coordenades                                                             | Protecció | Commons (més fotos) | Dades a WD                    |
| ------ | -------------------------- | ---------- | ------------ | ---------------- | ----------------------------------------------------------------------- | --------- | ------------------- | ----------------------------- |
|        | Gorg de Picamena           | Aiguafreda | gorg         | Estat: bon estat | 41° 47′ 20″ N, 2° 17′ 21″ E / 41.78897°N,2.28927°E ca:Riera d'Avencó    |           |                     | Modifica les dades a Wikidata |
|        | Gorg de l'Olla             | Aiguafreda | gorg         |                  | 41° 47′ 19″ N, 2° 15′ 15″ E / 41.78854°N,2.25429°E ca:Riera de Martinet |           |                     | Modifica les dades a Wikidata |
|        | Gorg de la Platgeta        | Aiguafreda | gorg         | Estat: malmès    | 41° 46′ 08″ N, 2° 16′ 03″ E / 41.76894°N,2.26737°E ca:Riera d'Avencó    |           |                     | Modifica les dades a Wikidata |
|        | Gorg de la Resclosa        | Aiguafreda | gorg         |                  | 41° 47′ 15″ N, 2° 15′ 08″ E / 41.7875°N,2.2522°E ca:Riera de Martinet   |           |                     | Modifica les dades a Wikidata |
|        | Gorg de les Senyores       | Aiguafreda | gorg         | Estat: bon estat | 41° 46′ 02″ N, 2° 15′ 55″ E / 41.76711°N,2.26524°E ca:Riera d'Avencó    |           |                     | Modifica les dades a Wikidata |
|        | gorg de la font d'en Pinós | Aiguafreda | gorg         |                  | 41° 46′ 18″ N, 2° 14′ 47″ E / 41.77164°N,2.24626°E ca:Riu Congost       |           |                     | Modifica les dades a Wikidata |

## masia
| imatge | Nom                      | Ubicat a   | instància de               | Detalls                                                   | coordenades                                                                                             | Protecció                                  | Commons (més fotos)     | Dades a WD                    |
| ------ | ------------------------ | ---------- | -------------------------- | --------------------------------------------------------- | --- | ------------------------------------------ | ----------------------- | ----------------------------- |
|        | Brucdemir                | Aiguafreda | masia                      | 13rd century                                              | 41° 47′ 28″ N, 2° 16′ 14″ E / 41.79117°N,2.27051°E ca:Carena de Brucdemir                               |                                            |                         | Modifica les dades a Wikidata |
|        | Can Bauma                | Aiguafreda | masia                      | Estat: ruïnós                                             | 41° 46′ 18″ N, 2° 15′ 52″ E / 41.77168°N,2.26456°E ca:Camí de la Serra de l'Arca                        |                                            |                         | Modifica les dades a Wikidata |
|        | Can Brull                | Aiguafreda | masia                      | Estil: arquitectura popular                               | 41° 47′ 28″ N, 2° 16′ 31″ E / 41.791051°N,2.275222°E ca:Camí d'Aiguafreda al Brull 814 msnm             | bé integrant del patrimoni cultural català | Can Brull (Aiguafreda)  | Modifica les dades a Wikidata |
|        | Can Salada               | Aiguafreda | masia                      |                                                           | 41° 46′ 03″ N, 2° 15′ 16″ E / 41.7674901593572°N,2.25447572671078°E                                     |                                            |                         | Modifica les dades a Wikidata |
|        | Can Serra de l'Arca      | Aiguafreda | masia                      | Estat: ruïnós                                             | 41° 46′ 32″ N, 2° 16′ 12″ E / 41.77551389°N,2.27003333°E ca:Camí de Can Serra 660 msnm                  |                                            | Can Serra de l'Arca     | Modifica les dades a Wikidata |
|        | Can Sorts                | Aiguafreda | masia                      | Estil: arquitectura popular                               | 41° 46′ 10″ N, 2° 14′ 53″ E / 41.7695°N,2.24812°E ca:C. Major, 53                                       | bé integrant del patrimoni cultural català | Can Sorts (Aiguafreda)  | Modifica les dades a Wikidata |
|        | Can Vilar                | Aiguafreda | masia                      |                                                           | 41° 46′ 09″ N, 2° 15′ 36″ E / 41.769075174182696°N,2.25995421409607°E                                   |                                            | Can Vilar (Aiguafreda)  | Modifica les dades a Wikidata |
|        | Casanova d'en Garriga    | Aiguafreda | masia                      | Estil: arquitectura popular 19th century Estat: bon estat | 41° 47′ 07″ N, 2° 17′ 11″ E / 41.7852°N,2.28644°E ca:Riera de l'Avencó 496 msnm                         | bé integrant del patrimoni cultural català | Casanova d'en Garriga   | Modifica les dades a Wikidata |
|        | Casanoves                | Aiguafreda | masia                      | Estat: ruïnós Llarg: 21m Ample: 13m                       | 41° 46′ 33″ N, 2° 15′ 38″ E / 41.775762°N,2.260505°E ca:Camí de Cruïlles a Can Serra de l'Arca 644 msnm |                                            | Casanoves (Aiguafreda)  | Modifica les dades a Wikidata |
|        | Mas Canyelles            | Aiguafreda | masia jaciment arqueològic | 9th century Estat: ruïnós                                 | 41° 47′ 12″ N, 2° 17′ 02″ E / 41.78664°N,2.28389°E                                                      |                                            |                         | Modifica les dades a Wikidata |
|        | Vilargent                | Aiguafreda | masia                      | 12nd century Estat: ruïnós                                | 41° 47′ 23″ N, 2° 15′ 58″ E / 41.78976944°N,2.26623889°E ca:Camí de Vilargent 755 msnm                  |                                            | Vilargent               | Modifica les dades a Wikidata |
|        | el Bellit                | Aiguafreda | masia                      | Estil: arquitectura popular 19th century                  | 41° 46′ 16″ N, 2° 15′ 01″ E / 41.771°N,2.25036°E ca:C. Núria, 56                                        | bé integrant del patrimoni cultural català | El Bellit               | Modifica les dades a Wikidata |
|        | el Saüc                  | Aiguafreda | masia                      | Estat: ruïnós                                             | 41° 47′ 08″ N, 2° 15′ 18″ E / 41.7856°N,2.25493°E ca:Camí del Saüc 605 msnm                             |                                            | El Saüc (Aiguafreda)    | Modifica les dades a Wikidata |
|        | el Sení                  | Aiguafreda | masia                      | Estat: ruïnós                                             | 41° 47′ 23″ N, 2° 17′ 00″ E / 41.7896778788212°N,2.28335558345791°E ca:Serra de l'Arca 720 msnm         |                                            | El Sení                 | Modifica les dades a Wikidata |
|        | els Frares               | Aiguafreda | masia                      |                                                           | 41° 46′ 06″ N, 2° 15′ 55″ E / 41.7684602287701°N,2.26524435506292°E                                     |                                            | Els Frares (Aiguafreda) | Modifica les dades a Wikidata |
|        | l'Aragall                | Aiguafreda | masia                      | Estil: arquitectura popular 17th century                  | 41° 46′ 20″ N, 2° 15′ 32″ E / 41.7721°N,2.25882°E ca:Camí de l'Aragall 505 msnm                         | bé integrant del patrimoni cultural català | L'Aragall (Aiguafreda)  | Modifica les dades a Wikidata |
|        | la Bisbal                | Aiguafreda | masia                      | 19th century                                              | 41° 46′ 55″ N, 2° 16′ 50″ E / 41.781922590103°N,2.28042150751454°E ca:Camí d'Avencó                     |                                            |                         | Modifica les dades a Wikidata |
|        | la Casa Nova del Bruguer | Aiguafreda | masia                      |                                                           | 41° 47′ 53″ N, 2° 16′ 03″ E / 41.7981614890948°N,2.26750509323711°E ca:A ponent del Bruguer             |                                            |                         | Modifica les dades a Wikidata |
|        | la Costa de Can Brull    | Aiguafreda | masia                      |                                                           | 41° 47′ 05″ N, 2° 16′ 22″ E / 41.78481°N,2.27274°E ca:Serra de l'Arca                                   |                                            |                         | Modifica les dades a Wikidata |
|        | la Llobeta               | Aiguafreda | masia                      | Estil: arquitectura popular                               | 41° 46′ 38″ N, 2° 14′ 59″ E / 41.77715°N,2.24984°E ca:Llobeta, 24                                       | bé integrant del patrimoni cultural català | La Llobeta (Aiguafreda) | Modifica les dades a Wikidata |
|        | les Queredes             | Aiguafreda | masia                      | 19th century Estat: ruïnós                                | 41° 47′ 16″ N, 2° 15′ 29″ E / 41.7877977199026°N,2.25817583578889°E ca:Aiguafreda de Dalt               |                                            | Les Queredes            | Modifica les dades a Wikidata |

## mina
| imatge | Nom                                 | Ubicat a   | instància de                   | Detalls                       | coordenades | Protecció | Commons (més fotos) | Dades a WD                    |
| ------ | ----------------------------------- | ---------- | ------------------------------ | ----------------------------- | --- | --------- | ------------------- | ----------------------------- |
|        | Mina de Peu de Costa                | Aiguafreda | mina                           | 20th century Estat: bon estat | 41° 46′ 14″ N, 2° 16′ 18″ E / 41.77069°N,2.27176°E ca:Camí d'Avencó                                                                            |           |                     | Modifica les dades a Wikidata |
|        | Mina i bassa de Can Serra de l'Arca | Aiguafreda | mina                           | 18th century                  | 41° 46′ 36″ N, 2° 16′ 07″ E / 41.77654°N,2.2687°E ca:Camí de Can Serra de l'Arca                                                               |           |                     | Modifica les dades a Wikidata |
|        | Mina i bassa de la Berlana          | Aiguafreda | mina                           | 18th century                  | 41° 47′ 18″ N, 2° 16′ 15″ E / 41.78838°N,2.27093°E ca:Les Pinedes                                                                              |           |                     | Modifica les dades a Wikidata |
|        | Mines d'aigua d'Aiguafreda de Dalt  | Aiguafreda | mina estructura arquitectònica |                               | 41° 47′ 19″ N, 2° 15′ 29″ E / 41.78863°N,2.25808°E 41° 47′ 18″ N, 2° 15′ 29″ E / 41.78832244873047°N,2.258060932159424°E ca:Aiguafreda de Dalt |           |                     | Modifica les dades a Wikidata |

## mobiliari urbà
| imatge | Nom                                                         | Ubicat a   | instància de                  | Detalls               | coordenades                                                          | Protecció | Commons (més fotos)         | Dades a WD                    |
| ------ | ----------------------------------------------------------- | ---------- | ----------------------------- | --------------------- | -------------------------------------------------------------------- | --------- | --------------------------- | ----------------------------- |
|        | Inscripció dels mil·liaris de les Canes                     | Aiguafreda | mobiliari urbà                | 19th century          | 41° 46′ 52″ N, 2° 14′ 46″ E / 41.78124°N,2.24621°E ca:Ctra. De Ribes |           |                             | Modifica les dades a Wikidata |
|        | Punt de trobada dels Senders de Gran Recorregut GR-2 i GR-5 | Aiguafreda | mobiliari urbà art de rotonda | 1996 Estat: bon estat | 41° 45′ 52″ N, 2° 15′ 08″ E / 41.76441°N,2.25231°E ca:Ctra. De Ribes |           | GR-2 and GR-5 crossing mark | Modifica les dades a Wikidata |

## monument
| imatge | Nom                                      | Ubicat a   | instància de | Detalls                                  | coordenades                                                                             | Protecció | Commons (més fotos)                | Dades a WD                    |
| ------ | ---------------------------------------- | ---------- | ------------ | ---------------------------------------- | --------------------------------------------------------------------------------------- | --------- | ---------------------------------- | ----------------------------- |
|        | Conjunt escultòric Fros, Silanis i Tirsi | Aiguafreda | monument     |                                          | 41° 46′ 53″ N, 2° 14′ 47″ E / 41.78131484985352°N,2.2464540004730225°E ca:Parc Margalef |           |                                    | Modifica les dades a Wikidata |
|        | Monument a la Sardana                    | Aiguafreda | monument     | 2000 Estat: bon estat Dedicat a: sardana | 41° 45′ 57″ N, 2° 15′ 10″ E / 41.76573°N,2.2528°E ca:Parc de la Plateria                |           | Monument a la Sardana (Aiguafreda) | Modifica les dades a Wikidata |
|        | Monument dels 1100 anys                  | Aiguafreda | monument     | 1998                                     | 41° 46′ 07″ N, 2° 15′ 01″ E / 41.7686°N,2.2504°E ca:Ctra. De Ribes                      |           |                                    | Modifica les dades a Wikidata |

## nucli de població
| imatge | Nom        | Ubicat a   | instància de      | Detalls | coordenades                                                   | Protecció | Commons (més fotos) | Dades a WD                    |
| ------ | ---------- | ---------- | ----------------- | ------- | ------------------------------------------------------------- | --------- | ------------------- | ----------------------------- |
|        | Avencó     | Aiguafreda | nucli de població |         | 41° 45′ 57″ N, 2° 15′ 38″ E / 41.765887°N,2.260533°E 410 msnm |           | Avencó              | Modifica les dades a Wikidata |
|        | la Llobeta | Aiguafreda | nucli de població |         | 41° 46′ 38″ N, 2° 15′ 00″ E / 41.777354°N,2.250117°E 450 msnm |           | La Llobeta (nucli)  | Modifica les dades a Wikidata |

## pont
| imatge | Nom                           | Ubicat a                           | instància de          | Detalls                                                               | coordenades                                                                         | Protecció                                  | Commons (més fotos)    | Dades a WD                    |
| ------ | ----------------------------- | ---------------------------------- | --------------------- | --------------------------------------------------------------------- | ----------------------------------------------------------------------------------- | ------------------------------------------ | ---------------------- | ----------------------------- |
|        | Pont Nou                      | Aiguafreda                         | pont                  | 19th century Estat: malmès                                            | 41° 46′ 07″ N, 2° 15′ 06″ E / 41.76848°N,2.25179°E ca:Ctra. De Ribes                |                                            |                        | Modifica les dades a Wikidata |
|        | Pont d'en Pere Curt           | Aiguafreda Tagamanent              | pont                  | Estil: arquitectura popular Travessa: riera d'Avencó Estat: bon estat | 41° 46′ 14″ N, 2° 16′ 21″ E / 41.7706°N,2.27251°E ca:Riera d'Avencó                 | bé integrant del patrimoni cultural català | Pont d'en Pere Curt    | Modifica les dades a Wikidata |
|        | Pont d'en Picamena            | Aiguafreda Tagamanent              | pont                  | Estil: arquitectura popular 19th century Travessa: riera d'Avencó     | 41° 47′ 20″ N, 2° 17′ 21″ E / 41.7889°N,2.28921°E ca:Riera d'Avencó 496 msnm        | bé integrant del patrimoni cultural català | Pont d'en Picamena     | Modifica les dades a Wikidata |
|        | Pont de l'Abella              | Sant Martí de Centelles Aiguafreda | pont                  | Estil: arquitectura popular 18th century Travessa: Congost            | 41° 45′ 51″ N, 2° 15′ 06″ E / 41.76423°N,2.25176°E ca:Riu Congost                   | bé cultural d'interès local                | Pont de l'Abella       | Modifica les dades a Wikidata |
|        | Pont de la Bisbal             | Aiguafreda                         | pont                  | Travessa: riera d'Avencó                                              | 41° 46′ 57″ N, 2° 16′ 56″ E / 41.7823755659864°N,2.2822816666572°E ca:Camí d'Avencó |                                            | Pont de la Bisbal      | Modifica les dades a Wikidata |
|        | Pont de la carretera de Ribes | Aiguafreda                         | pont                  | 20th century Travessa: riera d'Avencó Estat: bon estat                | 41° 45′ 47″ N, 2° 15′ 08″ E / 41.76305°N,2.25222°E ca:Ctra. De Ribes                |                                            |                        | Modifica les dades a Wikidata |
|        | Pont del Poncic               | Aiguafreda                         | pont                  | Travessa: Congost                                                     | 41° 46′ 04″ N, 2° 14′ 57″ E / 41.7679152440355°N,2.24921326268921°E                 |                                            |                        | Modifica les dades a Wikidata |
|        | pont de la Xoriguera          | Aiguafreda Tagamanent              | pont pont de vianants | Travessa: riera d'Avencó                                              | 41° 45′ 57″ N, 2° 15′ 19″ E / 41.765698263097555°N,2.255378365516663°E              |                                            | Pont de la Xoriguera   | Modifica les dades a Wikidata |
|        | pont del Molí d'Avencó        | Tagamanent Aiguafreda              | pont                  | Travessa: riera d'Avencó                                              | 41° 45′ 55″ N, 2° 15′ 36″ E / 41.765322150625295°N,2.2598898410797124°E             |                                            | Pont del Molí d'Avencó | Modifica les dades a Wikidata |

## resclosa
| imatge | Nom                                    | Ubicat a   | instància de | Detalls                       | coordenades                                                             | Protecció | Commons (més fotos)                    | Dades a WD                    |
| ------ | -------------------------------------- | ---------- | ------------ | ----------------------------- | ----------------------------------------------------------------------- | --------- | -------------------------------------- | ----------------------------- |
|        | Resclosa del Congost                   | Aiguafreda | resclosa     | 20th century                  | 41° 46′ 34″ N, 2° 14′ 48″ E / 41.77616°N,2.24664°E ca:Riu Congost       |           |                                        | Modifica les dades a Wikidata |
|        | Resclosa del pantà de la font del Vern | Aiguafreda | resclosa     | 20th century Estat: bon estat | 41° 46′ 18″ N, 2° 16′ 21″ E / 41.77158°N,2.27261°E ca:Riera d'Avencó    |           | Resclosa del pantà de la font del Vern | Modifica les dades a Wikidata |
|        | Resclosa i rec de la riera de Martinet | Aiguafreda | resclosa     |                               | 41° 47′ 15″ N, 2° 15′ 07″ E / 41.78757°N,2.25199°E ca:Riera de Martinet |           |                                        | Modifica les dades a Wikidata |

## Misc
| imatge | Nom                                | Ubicat a            | instància de                                                                   | Detalls                                    | coordenades | Protecció                                            | Commons (més fotos)              | Dades a WD                    |
| ------ | ---------------------------------- | ------------------- | ------------------------------------------------------------------------------ | ------------------------------------------ | --- | ---------------------------------------------------- | -------------------------------- | ----------------------------- |
|        | Aiguafreda                         | Aiguafreda          | entitat singular de població capital municipal ens local històric de Catalunya | 2582 hab                                   | 41° 46′ 05″ N, 2° 15′ 02″ E / 41.76807°N,2.25051°E 440 msnm |                                                      |                                  | Modifica les dades a Wikidata |
|        | Carrer Major                       | Aiguafreda          | conjunt urbà                                                                   |                                            | 41° 46′ 10″ N, 2° 14′ 55″ E / 41.76936721801758°N,2.2485671043395996°E ca:Carrer Major |                                                      |                                  | Modifica les dades a Wikidata |
|        | Castell de Cruïlles                | Aiguafreda          | castell                                                                        | Estil: arquitectura gòtica 14th century    | 41° 46′ 49″ N, 2° 15′ 21″ E / 41.7804°N,2.25583°E ca:Camí de Cruïlles | bé d'interès cultural bé cultural d'interès nacional | Castell de Cruïlles (Aiguafreda) | Modifica les dades a Wikidata |
|        | Cementiri Nou d'Aiguafreda de Dalt | Aiguafreda          | estructura arquitectònica cementiri                                            | 20th century                               | 41° 47′ 23″ N, 2° 15′ 28″ E / 41.7896842956543°N,2.2578160762786865°E 41° 47′ 23″ N, 2° 15′ 28″ E / 41.78964°N,2.25779°E ca:Camí d'Aiguafreda de Dalt. A uns metres de l'església ca:Aiguafreda de Dalt |                                                      |                                  | Modifica les dades a Wikidata |
|        | Fites del Bruguer                  | Aiguafreda          | fita                                                                           | 19th century                               | 41° 47′ 57″ N, 2° 15′ 57″ E / 41.79904°N,2.26592°E ca:El Bruguer |                                                      |                                  | Modifica les dades a Wikidata |
|        | Parc de la Carretera               | Aiguafreda          | jardí públic                                                                   | 20th century                               | 41° 45′ 59″ N, 2° 15′ 09″ E / 41.76628°N,2.25249°E ca:Ctra. De Ribes |                                                      |                                  | Modifica les dades a Wikidata |
|        | Pedrera de Cruïlles                | Aiguafreda          | pedrera                                                                        | 20th century                               | 41° 46′ 39″ N, 2° 15′ 22″ E / 41.77747°N,2.25602°E ca:Camí de Cruïlles |                                                      |                                  | Modifica les dades a Wikidata |
|        | Plaça Major d'Aiguafreda           | Aiguafreda          | plaça                                                                          | Estil: arquitectura popular                | 41° 46′ 05″ N, 2° 15′ 02″ E / 41.768°N,2.25054°E ca:Plaça Major | bé integrant del patrimoni cultural català           | Plaça Major (Aiguafreda)         | Modifica les dades a Wikidata |
|        | Rectoria d'Aiguafreda              | Aiguafreda          | rectoria                                                                       | Estil: arquitectura eclèctica 19th century | 41° 46′ 02″ N, 2° 15′ 04″ E / 41.7673°N,2.2511°E ca:C. del Pont, 13 | bé integrant del patrimoni cultural català           | Rectoria (Aiguafreda)            | Modifica les dades a Wikidata |
|        | Serra de l'Arca                    | Aiguafreda el Brull | serra                                                                          |                                            | 41° 47′ 28″ N, 2° 16′ 49″ E / 41.79122222°N,2.28033333°E |                                                      | Serra de l'Arca                  | Modifica les dades a Wikidata |
|        | Sureres de la Serra de l'Arca      | Aiguafreda          | sureda                                                                         | 20th century Estat: bon estat              | 41° 46′ 54″ N, 2° 16′ 44″ E / 41.78162°N,2.27891°E ca:Soleia del Saní |                                                      |                                  | Modifica les dades a Wikidata |
|        | casa consistorial d'Aiguafreda     | Aiguafreda          | casa consistorial                                                              |                                            | 41° 46′ 08″ N, 2° 14′ 58″ E / 41.7688742°N,2.2494449°E |                                                      |                                  | Modifica les dades a Wikidata |
|        | el Sapinar                         | Aiguafreda          | bosc                                                                           |                                            | 41° 47′ 11″ N, 2° 16′ 13″ E / 41.78635°N,2.27038°E ca:Les Pinedes |                                                      |                                  | Modifica les dades a Wikidata |
|        | forn de calç de la Magisteria      | Aiguafreda          | forn de calç                                                                   |                                            | 41° 46′ 40″ N, 2° 16′ 24″ E / 41.77775°N,2.27343°E ca:Serra de l'Arca |                                                      |                                  | Modifica les dades a Wikidata |
|        | horts del Congost                  | Aiguafreda          | indret hort                                                                    |                                            | 41° 46′ 06″ N, 2° 14′ 56″ E / 41.76836°N,2.24898°E ca:Riu Congost |                                                      |                                  | Modifica les dades a Wikidata |
|        | la Bauma                           | Aiguafreda          | abric rocós                                                                    |                                            | 41° 45′ 58″ N, 2° 15′ 24″ E / 41.7661892744252°N,2.25665630799964°E 400 msnm |                                                      | La Bauma (Aiguafreda)            | Modifica les dades a Wikidata |
|        | molí de vent de Can Vilà           | Aiguafreda          | molí de vent                                                                   | Estat: bon estat                           | 41° 46′ 08″ N, 2° 15′ 35″ E / 41.76896°N,2.25963°E ca:Les Casades |                                                      | Molí de vent de Can Vilar        | Modifica les dades a Wikidata |
|        | rellotge de sol de Bellesguard     | Aiguafreda          | rellotge de sol                                                                | 20th century                               | 41° 45′ 54″ N, 2° 15′ 13″ E / 41.76504°N,2.25351°E ca:Passeig de Catalunya, 8 |                                                      |                                  | Modifica les dades a Wikidata |
|        | serrat de Puigventós               | Aiguafreda          | muntanya                                                                       |                                            | 41° 47′ 21″ N, 2° 16′ 47″ E / 41.78929°N,2.279702°E |                                                      | Serrat de Puigventós             | Modifica les dades a Wikidata |